# Огр (Tekken)
Огр (яп. オーガ Огр), в Японии известен как Тошин (яп. 闘神 Тошин) — вымышленный персонаж из серии видеоигр в жанре файтинг Tekken. Он впервые появился в Tekken 3 в качестве ацтекского бога сражений, выступающего в роли главного антагониста и финального босса, наряду со своим чудовищным альтер эго, известным как Истинный Огр. С момента своего дебюта, Огр неоднократно появлялся как неиграбельный персонаж в последующих играх серии: Tekken 4, Tekken 5 и Tekken 6, а также в неканонических играх и кроссоверах. Персонаж был хорошо принят критиками за дизайн и характеристики.

## Появления

### СерияTekken
Легенда коренных американцев гласит, что Огр был биологическим оружием, оставленным на Земле древней инопланетной расой, тогда как ацтеки поклонялись ему как богу боевых искусств. В Tekken 3 Хэйхати Мисима отправил своих бойцов из отряда Tekken Force на поиски мистического храма в центре Мексики, однако те были быстро уничтожены Огром. Будучи очевидцем его невероятной силы, Хэйхати вознамерился использовать её в надежде создать «высшую форму жизни», чтобы противостоять своему неизбежному старению. С этой целью он организовал третий турнир «Король Железного Кулака», в попытках спровоцировать Огра на открытые действия. В это же время Огр убил первого Кинга, отправил в кому Пэка Тусана, а также предположительно был виновником смерти Дзюн Кадзамы. Пол Феникс одержал над ним победу, однако покинул арену прежде, чем Огр принял свою чудовищную форму, известную как Истинный Огр. В финале он был окончательно побеждён Дзином Кадзамой. Впоследствии Хэйхати удалось добыть образец крови и ткани существа, которые он смешал со своими собственными, однако проект не увенчался успехом, так как ему не доставало последнего элемента, — дьявольского гена, содержащегося в телах Дзина и его отца Кадзуи Мисимы. В Tekken 5 Огр является финальным боссом мини-игры «Devil Within».
Помимо основной серии, Огр также появляется в Tekken Card Challenge и Tekken Mobile, а также выступает в качестве играбельного персонажа в Tekken Tag Tournament и Tekken Tag Tournament 2, где персонаж известен под именем Древний Огр, поскольку его гуманоидная форма стала доступна для загрузки только после выхода консольной версии игры.

### Дизайн и геймплей
Огр — первый главный антагонист серии Tekken, несвязанный с семьей Мисима. В своей первой форме он выглядит как высокий мускулистый гуманоид с тёмно-зелёной кожей и красными глазами. Его украшают различные старинные ацтекские украшения и большой золотой шлем/корона, поверх длинных оранжевых волос. В распоряжении Огра также имеется небольшой круглый щит, считающийся легендарным Каменом Солнца, ацтекским календарём, прикреплённым к его левой руке. Форма Истинного Огра разительно отличается от оригинальной, напоминая горгулью с большими крыльями и рогами, окружённую мехом на шее и массивными когтями на ногах, а также левой руки, состоящей из множества змей. Купальный костюм Истинного Огра был доступен для предзаказа Tekken Tag Tournament 2. В 2014 году, когда фанат опубликовал в Twitter изображение из Tekken 3, на котором Огр держал в руке отрезанную голову, Харада неоднократно отрицал, что она принадлежала Дзюн Кадзаме.
Огр не владеет конкретным стилем боя, поскольку тот базируется на приёмах других персонажей Tekken. Своей истинной формы он достиг после победы над Хэйхати Мисимой и поглощения его души.

### Другие появления
Огр эпизодически появляется в тактической ролевой игре Namco X Capcom 2005 года в качестве неиграбельного босса. Также он появляется в файтинге-кроссовере Street Fighter X Tekken 2012 года, будучи финальным боссом, и является частью сюжетной линии персонажей игры, отправляющихся в Антарктику в поисках артефакта под названием «Ящик Пандоры».
Персонаж появляется в комиксах Tekken, опубликованных в период с 1997 по 2012 год. В 1999 году Epoch Co. выпустили фигурку Огра, на основе его появления в Tekken 3.

## Отзывы и мнения
В 2017 году Гэвин Джаспер из Den of Geek назвал Огра 23-м лучшим персонажем серии Tekken, отметив, что он «направил кровавую вражду Мисима в новое направление после своей смерти». В 2013 году, говоря об Истинном Огре, Кевин Вонг из Complex заявил: «Хэйхати + Огр = срань господня. Когда мы впервые увидели это чудовище в Tekken 3, мы испугались, ещё до того момента, когда оно начало дышать огнём». В 2012 году Том Гольтер из GamesRadar описал персонажа следующим образом: «Отсутствие Сомбреро, склонности к танцам сальса и любой связи с наркобизнесом делает Огра одним из самых прогрессивных персонажей латиносов за последние годы».
В 2012 году Лукас Салливан из GamesRadar включил Namco X Capcom в свой список «15 самых причудливых кроссоверов в играх», заявив: «День, когда Капитан Командо, Клоноа, Хайтзил и Огр встретились в одной игре, — поистине знаменательный день». В том же году FHM причислил бой Огра и Акумы к одному из «10 удивительнейших фэнтезийных боёв» в Street Fighter X Tekken. В 2013, Гас Тёрнер из Complex назвал Огра 19-м «самым ужасающим Богом в видеоиграх»: «Божество ацтеков, Огр — бог боевых искусств, что, очевидно, делает его очень подходящим для серии Tekken. Просто взгляните на него. О чём тут ещё говорить?». В 2015 году, CDKeys назвал его 6-м лучшим злодеем видеоигр, прокомментировав: «Истинный Огр — отличный визуальный эффект, который помог игрокам насладиться эпическим завершением одного из лучших файтингов для PlayStation». В 2011 году Computer and Video Games назвал Огра одним из «самых худших персонажей Tekken всех времён». В официальном опросе, проведённом Namco в 2012 году, Огр занял 47-е место среди наиболее востребованных персонажей из Tekken X Street Fighter, получив 2,26 % голосов.